# Michel Charrel
Pour les articles homonymes, voir Charrel.
Michel Charrel est un acteur français né le 13 septembre 1936 à Tarare (Rhône).

## Filmographie

### Cinéma
- 1962 : Fort du fou de Léo Joannon
- 1963 : Landru de Claude Chabrol
- 1963 : Un mari à prix fixe de Claude de Givray
- 1963 : Les Plus Belles Escroqueries du monde, sketch L'homme qui vendit la Tour Eiffel de Claude Chabrol
- 1963 : Coplan prend des risques de Maurice Labro
- 1964 : Le Train (The train) de John Frankenheimer
- 1964 : Fantomas d'André Hunebelle – Un homme de main de Fantômas
- 1964 : Le Tigre aime la chair fraîche de Claude Chabrol – Un membre de la D.S.T
- 1964 : Le Vampire de Düsseldorf de Robert Hossein
- 1965 : Le Chant du monde de Marcel Camus
- 1965 : La Sentinelle endormie de Jean Dréville
- 1965 : Trois chambres à Manhattan de Marcel Carné
- 1965 : Les Grandes Gueules de Robert Enrico – Cuirzepas
- 1966 : Trois enfants dans le désordre de Léo Joannon – Un cambrioleur
- 1966 : Le Jardinier d'Argenteuil de Jean-Paul Le Chanois – Un vendeur de billets
- 1966 : Un idiot à Paris de Serge Korber
- 1966 : Belle de jour de Luis Buñuel – Footman
- 1967 : Ces messieurs de la famille de Raoul André – Un tueur
- 1967 : Cinquante briques pour Jo de Jean Maley : Roger
- 1967 : Deux billets pour Mexico de Christian-Jaque – Henchmann (2)
- 1967 : Les Risques du métier, d'André Cayatte – Un détenu
- 1967 : Trafic de filles de Jean Maley
- 1967 : Le Pacha de Georges Lautner – Un client chez "Marcel"
- 1967 : Vivre la nuit de Marcel Camus – Un homme de main
- 1968 : Faut pas prendre les enfants du bon Dieu pour des canards sauvages de Michel Audiard – Un conseiller de M. Charles
- 1968 : Goto, l'île d'amour de Walerian Borowczyk – Grymp
- 1968 : La Femme infidèle de Claude Chabrol – Un policier
- 1968 : Faites donc plaisir aux amis de Francis Rigaud – Un employé du garage
- 1969 : La Main noire de Max Pécas
- 1969 : La Rose écorchée de Claude Mulot – L'homme louche
- 1969 : Dossier prostitution de Jean-Claude Roy : (Le gérant du club
- 1969 : Le Clan des Siciliens d'Henri Verneuil – Un gardien de prison
- 1969 : Que la bête meure de Claude Chabrol – Le casseur
- 1969 : Quai du désir de Jean Maley – Mario
- 1969 : Une veuve en or de Michel Audiard
- 1969 : L'Homme orchestre de Serge Korber – Un agent de la circulation
- 1969 : Dernier Domicile connu de José Giovanni – Roisin
- 1969 : Claude et Greta de Max Pécas
- 1969 : La Peau de Torpedo de Jean Delannoy – Un inspecteur
- 1969 : Le Dernier Saut d'Édouard Luntz – Le patron du café
- 1970 : Je suis une nymphomane de Max Pécas – Gypsy
- 1970 : Le Souffle au cœur de Louis Malle – Le disquaire
- 1971 : La Maison sous les arbres de René Clément
- 1971 : Les Bidasses en folie de Claude Zidi
- 1971 : L'Humeur vagabonde d'Édouard Luntz
- 1972 : Les Caïds de Robert Enrico
- 1972 : Elle court, elle court la banlieue de Gérard Pirès
- 1972 : Le Sourire vertical de Robert Lapoujade
- 1972 : Le Moine d'Ado Kyrou – Un moine
- 1972 : Bananes mécaniques de Jean-François Davy
- 1973 : Les Chinois à Paris de Jean Yanne
- 1974 : Hommes de joie pour femmes vicieuses de Pierre Chevalier (sous le pseudonyme de Lina Cavalcanti) – Dudule
- 1974 : Convoi de femmes de Pierre Chevalier – Le capitaine
- 1974 : Les Tringleuses d'Alphonse Beni – Franck
- 1974 : Sérieux comme le plaisir de Robert Benayoun
- 1974 : La Coupe à dix francs de Philippe Condroyer
- 1974 : Le Futur aux trousses de Dolorès Grassian
- 1975 : La Pipe au bois de Maxime Debest – Le chasseur
- 1975 : Les Filles du Golden Saloon de Pierre Chevalier (sous le pseudonyme de William Russel)
- 1975 : Flic Story de Jacques Deray
- 1975 : Hard core story de Guy Maria – Le casseur
- 1975 : Prostitution clandestine d'Alain Payet – Le photographe
- 1975 : L'Incorrigible de Philippe de Broca – Le mécano de Gennevilliers
- 1975 : Les vécés étaient fermés de l'intérieur de Patrice Leconte – Le boxeur
- 1975 : Le Bon et les Méchants de Claude Lelouch
- 1976 : Le Trouble-fesses de Raoul Foulon
- 1976 : Violette et François de Jacques Rouffio – Le vigile du second grand magasin
- 1977 : Train spécial pour Hitler d'Alain Payet – Un soldat
- 1977 : Marche pas sur mes lacets de Max Pécas
- 1978 : Convoi de filles / À l'est de Berlin de Pierre Chevalier (sous le pseudonyme de Peter Knight) et Anton Martin Frank – Honner
- 1978 : Feux de nuit de Bernard Marzolf (court-métrage)
- 1978 : Chaussette surprise de Jean-François Davy – l'antiquaire des Puces
- 1978 : Plein les poches pour pas un rond de Daniel Daert
- 1979 : Les Gardiennes du pénitencier d'Alain Deruelle et Jesús Franco - un chasseur de nazis (uniquement les scènes tournées par Alain Duruelle)
- 1979 : La Guerre du pétrole de Luigi Batzella - Chris
- 1980 : La Pension des surdoués de Pierre Chevalier (sous le pseudonyme de Claude Plaut) – Dudule
- 1980 : Le Guépiot de Joska Pilissy – un gendarme
- 1986 : Gandahar de René Laloux (voix)
- 1989 : Le Brasier d'Éric Barbier – Ludoue
- 2005 : Les Amants réguliers de Philippe Garrel
- 2013 : Le Temps qui passe de Guy Gauthier – Un garde-champêtre
- 2015 : Irremplaçable de Thomas Lilti
- 2016 : Une jeune fille française de Guy Gauthier – Simon
- 2017 : M de Sara Forestier –
- 2017 : De plus belle de Anne-Gaëlle Daval –

### Télévision
- 1968 : Le Tribunal de l'impossible de Michel Subiela (série télévisée) (épisode Nostradamus alias Le Prophète en son pays) de Pierre Badel
- 1968 : En votre âme et conscience, épisode : L'Affaire Beiliss ou Un personnage en plus et en moins de  Jean Bertho
- 1970 et 1971 : Les Enquêtes du commissaire Maigret - épisodes : 
  - 1970 - épisode #1.16 : L'Écluse n° 1 de Claude Barma : un marinier qui repêche le corps de Ducrau
  - 1971 - épisode #1.10 : Maigret aux assises de Marcel Cravenne : le patron du café
- 1971 : Aux frontières du possible : le dossier des mutations V de Victor Vicas
- 1971 : Les Nouvelles Aventures de Vidocq, épisode Échec à Vidocq de Marcel Bluwal
- 1971 : Tang, série télévisée, épisode 1 d'André Michel : le client empoisonné
- 1972 : Les Fossés de Vincennes, téléfilm de Pierre Cardinal : le préfet Dubois
- 1969 : Les Cinq Dernières Minutes, épisode L'Inspecteur sur la piste de Claude Loursais : le brigadier
- 1972 : Meurtre par la bande (téléfilm) épisode de la série télévisée Les Cinq Dernières Minutes de Claude Loursais
- 1973 : Les Mécontents de Bernard Guillou
- 1973 : Karatekas and Co feuilleton en 6 épisodes d'Edmond Tyborowski
- 1974 : Un curé de choc (26 épisodes de 13 minutes) de Philippe Arnal
- 1975 : L'Homme sans visage de Georges Franju
- 1975 : Les Brigades du Tigre, épisode Les Compagnons de l'Apocalypse de Victor Vicas - Émile
- 1977 : Minichronique de René Goscinny et Jean-Marie Coldefy : l'agent de police
- 1977 : Un juge, un flic de Denys de La Patellière, première saison (1977), épisode : un taxi pour l'ombre : le concierge
- 1977 : Recherche dans l'intérêt des familles de Philippe Arnal : le garde chasse
- 1979 : Les Quatre Cents Coups de Virginie de Bernard Queysanne
- 1992 : La Controverse de Valladolid  de Jean-Daniel Verhaeghe : un colon